# Samuel Atkins
Samuel Atkins (1760–1808) byl britský malíř marin.

## Život a dílo
Atkins bydlel v Londýně a mezi roky 1787 až 1796 vystavoval v Royal Academy of Arts. Léta 1796–1804 strávil na moři a navštívil Východní Indii a pobřeží Číny. Po návratu do Anglie znovu umísťoval svá díla v Royal Academy až do roku 1808. Maloval olejomalby i akvarely. Tisky jeho obrazů pocházejí od rytce Henri Merkea.
Jeho díla se nacházejí v National Maritime Museum, Victoria and Albert Museum, Britském muzeu či v Ulster Museum v Belfastu.

## Galerie

Resolution a Discovery u tahitského pobřeží (cca. 1800)
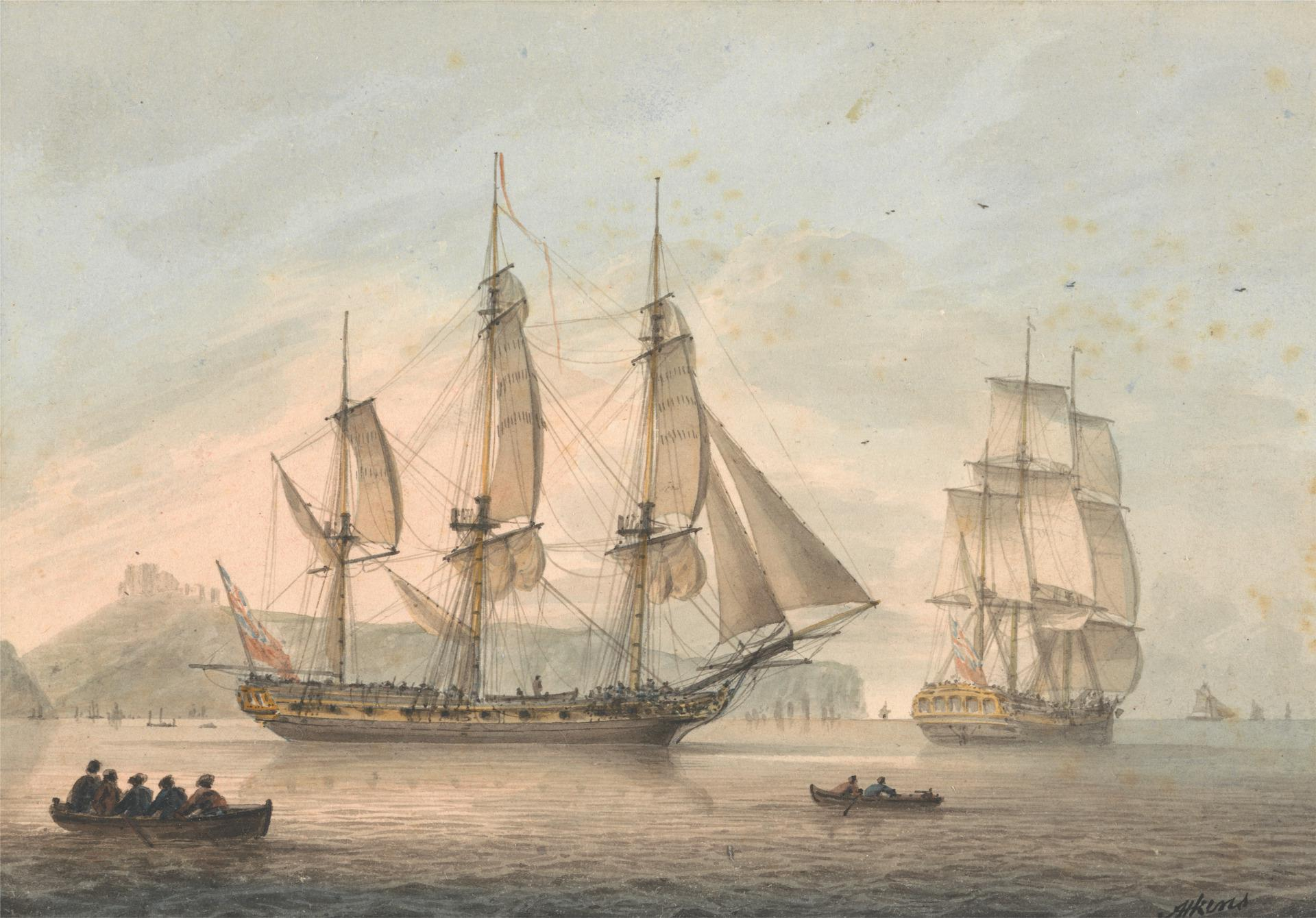
Řadová loď v Doveru
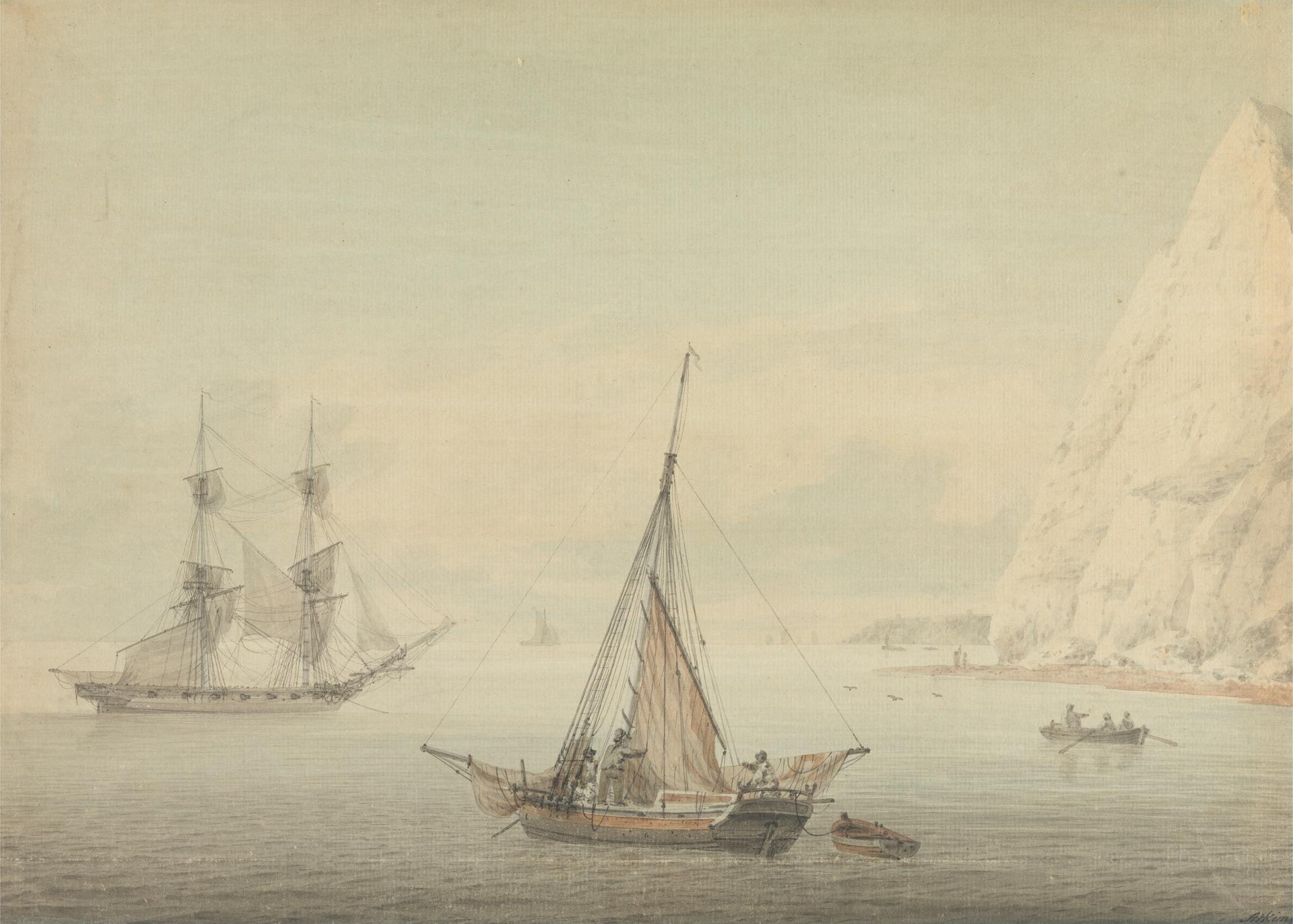
Shakespeare Cliff, Dover
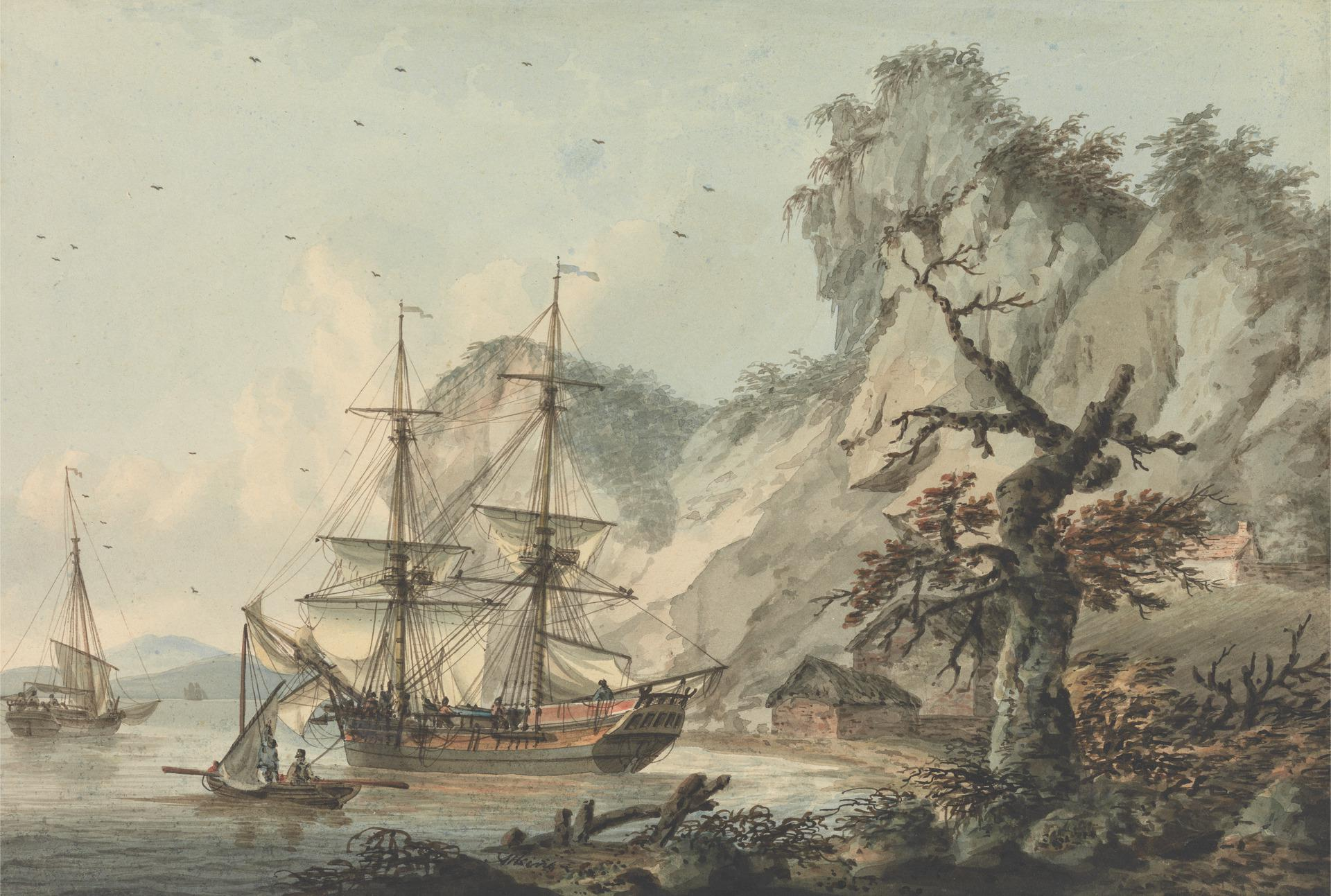
Obchodní loď na pobřeží